# جون درابر
جون درابر (بالإنجليزية: John Draper)‏ هو عالم حاسوب أمريكي، ولد في 11 مارس 1943 في Muñón Fondiru ‏ في إسبانيا.

## وصلات خارجية
- الموقع الرسمي
- جون درابر على موقع إن إن دي بي (الإنجليزية)